# Angelika Gramkow
Angelika Gramkow (Grevesmühlen, 27 september 1958) een Duitse politica voor Die Linke. Sinds 1 november 2008 is ze burgemeester (Oberbürgermeister) van de stad Schwerin. Daarvoor was ze sinds 1991 lid van de landdag van Mecklenburg-Voor-Pommeren.
- Gemeinsame Normdatei: 1078121753
- Virtual International Authority File: 244144782964826405093
- WorldCat: E39PBJw8XQqwgV3yGpMd6MGrbd